# 國道454號 (日本)
国道454号是一条从青森縣八户市，沿十和田湖湖畔，穿過秋田县，到青森县南津輕郡大鰐町的一般国道。

## 概要

### 路线資料
- 起点：青森县八户市（内舟渡十字路口 = 国道104号线十字路口）
- 终点：青森县南津轻郡大鳄町（长峰十字路口= 國道7號十字路口）
- 主要中转站：青森县三户郡五户町、青森县十和田市、秋田县鹿野郡小坂町、青森县平川市、黑石市
- 总长度 : 102.1公里（青森县 80.4 公里，秋田县 21.6 公里）[1]

## 腳註
1. ↑   (XLS). 道路統計年報2021. 国土交通省道路局.   [2022-05-17]. （原始内容存档于2022-03-25）.